# Disperis johnstonii
Disperis johnstonii là một loài thực vật có hoa trong họ Lan. Loài này được Rchb.f. ex Rolfe mô tả khoa học đầu tiên năm 1898.